# Илинден Спасе
Илинден Стерьо Спасе (на албански: Ilinden Spasse; на македонска литературна норма: Илинден Спасе) е албански писател с македонско национално съзнание. Пише на албански език и на македонска литературна норма.

## Биография
Роден е през 1934 година в село Глобочени, Мала Преспа, Албания. Син е на писателя Стерьо Спасе и жена му също от Глобочени Николина Спасе. Завършва е филологични науки в албанската столица Тирана, след което работи като сътрудник специалист в Института по филология и образование в Тирана.
Илинден Спасе е почетен член на Дружеството на писателите на Македония.